# Парк Вилет
Парк Вилет је парк у Паризу, површине 55,5 ха, смештен на североисточном ободу града у 19. арондисману. У парку се налази једна од највећих концентрација културних места у Паризу, укључујући Град науке и индустрије, највећи европски научни музеј, три главна концертна места и престижни Конзерваторијум у Паризу.

## Историја
Парк је дизајнирао Бернар Чуми, француски архитекта швајцарског порекла, који га је градио од 1984. до 1987. године у партнерству са Коланом Форнијеом, на месту огромних париских кланица и националне продаје меса на велико, као део пројекат урбаног преуређења. Кланице, изграђене 1867. године по упутствима Наполеона III, рашчишћене су и пресељене 1874. Чуми је освојио главну награду за дизајн на такмичењу 1982-83. за парк, и затражио је мишљење од филозофа деконструкционисте Жака Дерида у припреми свог предлога дизајна.
Од настанка парка, музеје, концертне сале и позоришта дизајнирало је неколико истакнутих савремених архитеката.

## Атракције парка
У парку се налазе музеји, концертне сале, бине за перформансе и позоришта, као и игралишта за децу и тридесет и пет архитектонских каприца. Ови укључују:
- Град науке и индустрије, највећи научни музеј у Европи; такође је ту смештен тржни центар отворен у новембру 2016. са највећим на свету у затвореном симулатором слободног пада, висине од 14 м[1] и неколико биоскопа;[2]
- Жиод (Géode), IMAX позориште унутар куполе пречника 36 м;
- Град музике, Музеј музике, са историјским музичким инструментима, концертном салом и Париским конзерваторијумом;
- Париска филхармонија, нова симфонијска сала са 2.400 места за оркестарска дела, џез и светску музику коју је дизајнирао Жан Нувел, отворена јануара 2015.
- Велика хала Вилет, историјска кланица од ливеног гвожђа и стакла у којој се сада одржавају сајмови, свечани културни догађаји и други програми;

- Зенит, концертна арена са 6.300 места за рок и поп музику;
- Аргонаут, отписана војна подморница дужине 50 м;
- Кабаре Суваж, флексибилна мала концертна сцена са 600 до 1.200 места, од 1997;
- Трабендо, савремено место за поп, рок, народну музику и џез са 700 места;
- Позориште Париз-Вилет, мало глумачко позориште и глумачка радионица са 211 места;
- Сала песме, позориште посвећено француској песми са 140 места;
- ВИП Вилет, простор посвећен хип-хоп култури, социјалном позоришту, уметничким иницијативама и културној демократији;
- Шатор, 4 200 m², стални простор под шатором за извођење савремених циркуских, сталних и турнејских представа;
- Павиљон Пол-Делуврије, шик савремени простор за конференције, радионице и друштвене догађаје;
- Коњички центар Вилет, коњички центар са бројним догађајима током године;
- Биоскоп на отвореном, место годишњег филмског фестивала;

## Туризам
Од свог завршетка 1987. године, Парк Вилет постао је популарна атракција како за становнике Париза, тако и за међународне путнике. Процењује се да 10 милиона људи посети парк сваке године да би учествовало у низу културних активности. Са својом колекцијом музеја, позоришта, архитектонских лудости, тематских вртова и отворених простора за истраживање и активности, парк представља подручје и за одрасле и за децу.
Дизајнирао га је Бернар Чуми, и парк је замишљен као место инспирисано постмодернистичким архитектонским идејама деконструктивизма. Чумијев дизајн је био делимичан одговор на филозофију Жака Дериде, делујући као архитектонски експеримент у простору. Према Чумију, намера парка је била да створи простор за активности и интеракцију, уместо да усвоји конвенционалну мантру парка о уређеном опуштању и самозадовољству. Огромно пространство парка омогућава посетиоцима да шетају локалитетом са осећајем слободе и могућности за истраживање и откривање.
Дизајн парка је организован у низ тачака, линија и површина. Ове категорије просторних односа и формулација користе се у Чумијевом дизајну да би деловале као средство за деконструкцију традиционалних погледа на то како је то уобичајено код паркова.

## Активности
Парк Вилет може се похвалити активностима које укључују људе свих старосних група и културног порекла. Парк је савремени котао за културно изражавање у коме локални уметници и музичари стварају изложбе и перформансе. Концерти се одржавају током целе године, а угошћују домаће и популарне музичаре. Парк дели Канал Орк, на коме постоје бродови који превозе посетиоце по парку и до других места у Паризу. Фестивали су уобичајени у парку, заједно са уметничким конгресима и представама извођача.
Парк Вилет домаћин је годишњег филмског фестивала на отвореном. Тема фестивала 2010. била је „Имати 20 година“ („Avoir 20 ans“) и приказивани су филмови о младости и самооткривању око 20-те године. 2010. филмове су приказивали амерички филмски ствараоци Вуди Ален и Софија Копола, као и француски и међународни филмски ствараоци.

## Вртови
Парк Вилет има колекцију од десет тематских вртова који привлаче велики број посетилаца парка. Свака башта је створена са другачијом представом архитектонског деконструкционизма и покушава да створи простор разиграним скулптуралним и паметним средствима. Док су неке баште минималистичког дизајна, друге су јасно изграђене имајући на уму децу.
У „Змајевом врту“ налази се велики скулптурални челични змај који има тобоган од 80 стопа за децу.
"Бамбусов врт" у парку дизајнирао је Александр Шемитоф, добитник Велике награде урбанизма (2000).
У врту "Jardin de la Treille" винова лоза и пузавице иду дуж кровне решетке и 90 малих фонтана дизајниране су тако да заиста чујете њихов жубор између винове лозе. Наоколо је постављено 7 скулптура Жана-Макса Албера, а у малом базену је приказан одраз анаморфозе.

## Архитектонски каприци
Вероватно најзнаменитији делови парка, хирови или каприци делују као архитектонски приказ деконструкције. У архитектури, лудост (на француском, folie) је грађевина изграђена првенствено ради декорације, али својим изгледом сугерише неку другу намену или је толико екстравагантна да превазилази уобичајени опсег баштенских украса или друге класе грађевина којој припада. Двадесет и шест лудости, израђених од метала и обојених у јарко црвену боју, постављени су на решетку и нуде посебну организацију парку. Свака је идентификована именом и кодним словним бројем.
Архитектонски, каприци треба да делују као референтне тачке које помажу посетиоцима да стекну осећај смера и крећу се кроз простор. Иако хирови треба да постоје у деконструктивном вакууму без историјске везе, многи су пронашли везе између челичних конструкција и претходних зграда које су биле део старог индустријског ткива тог подручја. Данас хирови остају као знак организације и усмеравања за посетиоце парка. Неки од њих имају ресторане, информативне центре и друге функције повезане са потребама парка.

## Архитектонски деконструктивизам и парк
Било је много критика на рачун иновативног дизајна парка од његовог првобитног завршетка. За неке се парк мало брине о људским размерама функција парка и чини се да огроман отворени простор доводи у питање очекивања која посетиоци могу имати о урбаном парку.
Дизајн парка користи урођене квалитете који су илустровани архитектонским деконструктивизмом. Омогућавајући посетиоцима да доживе архитектуру парка у овом изграђеном вакууму, време и активности које се одвијају у том простору почињу да добијају живописнију и аутентичнију природу. Парк не делује као спектакл; то није пример традиционалног дизајна паркова какав је Централ Парк у Њујорку.